# Selve Marcone
Selve Marcone (Selve in piemontese) è una frazione (definita come comunità dallo statuto comunale) del comune di Pettinengo, nella provincia di Biella, in Piemonte.
Fino al 31 dicembre 2016 ha costituito un comune autonomo. Esso confinava con i comuni di Andorno Micca, Callabiana, Pettinengo, Piedicavallo, Rassa (VC) e Tavigliano.

## Geografia fisica

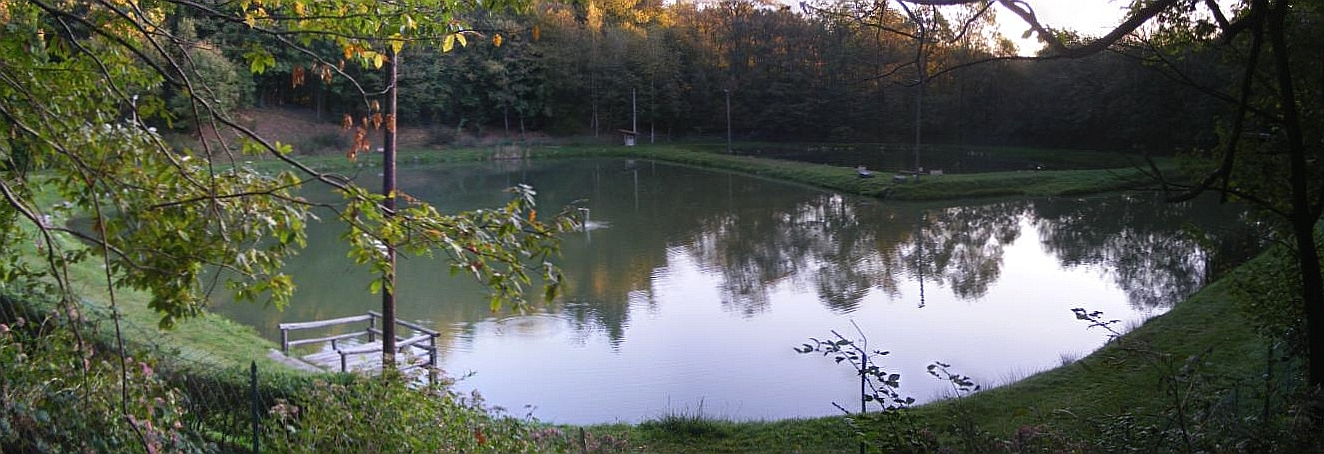
Il lago delle Ginestre

Il territorio di Selve Marcone è collocato nei pressi del boscoso crinale che divide la Valle Cervo dalla Valle Strona di Mosso.
Il punto più alto della frazione è era il Monte Turlo (835 m), mentre il corso d'acqua principale è il Rio Tamarone. Si tratta di un affluente di destra del Torrente Strona di Mosso, e il suo corso segnava per alcuni km il confine con Pettinengo. Nei pressi della località Quadretto è situato il laghetto Le Ginestre, un piccolo specchio d'acqua artificiale utilizzato per la pesca sportiva.

Le località della frazione sono tutte a breve distanza dall'ex capoluogo comunale, Tappi.

Al comune apparteneva anche un'isola amministrativa montana situata a monte di Piedicavallo, nell'alta Valle Cervo, la quale comprendeva la cima del Monte Rosso del Croso (2.345 m).

## Origini del nome
Il toponimo deriverebbe dalle vaste selve che ammantavano (e ammantano tuttora) le colline circostanti.

## Storia

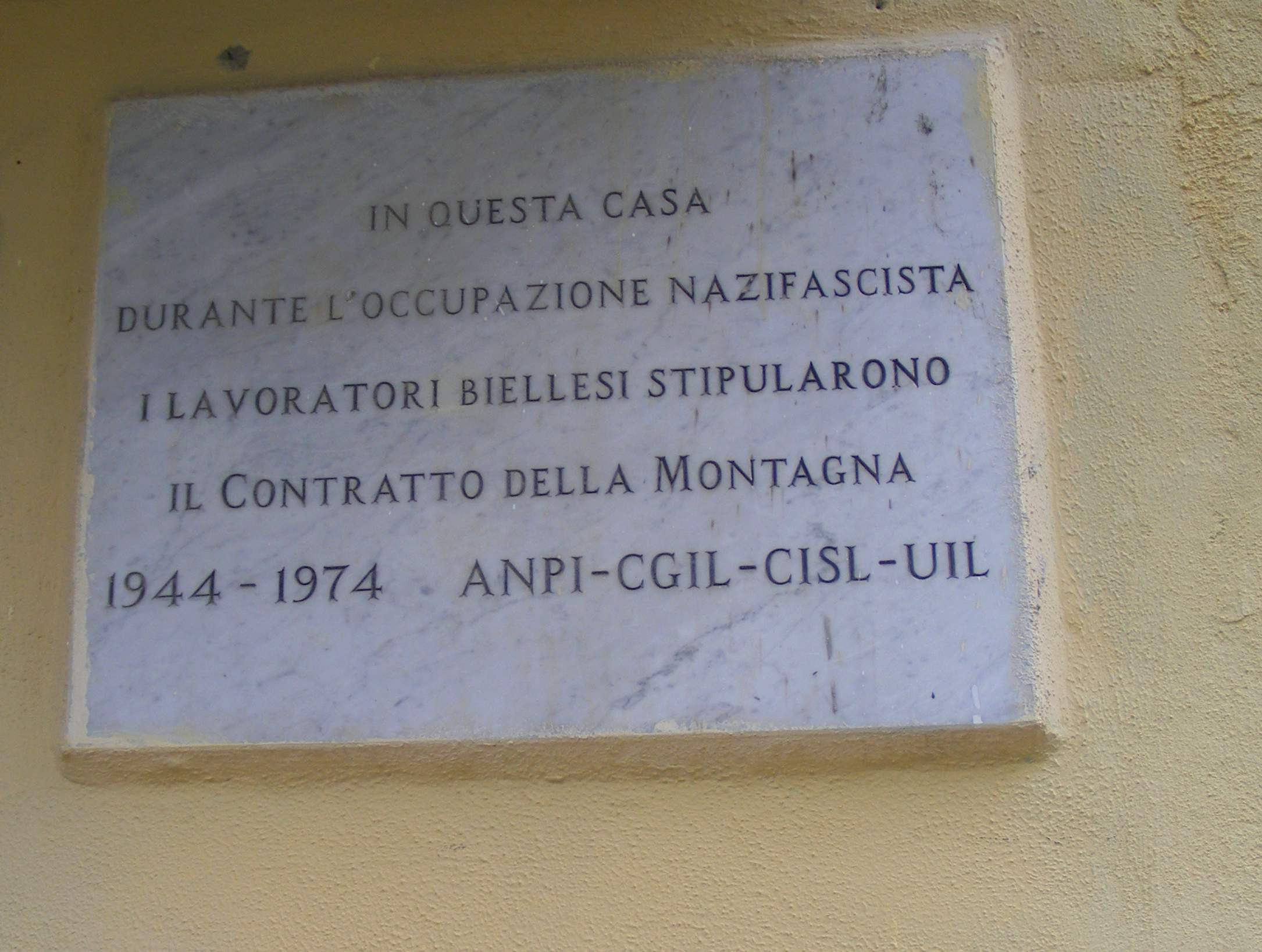
Lapide commemorativa del Contratto della Montagna

Selve fece parte del feudo di Andorno e ne seguì le vicende storiche fino al 1694, quando divenne comune autonomo. Aggregato al mandamento di Mosso Santa Maria nel 1721 fu infeudata a Bernardino Baudi, già conte di Vigone.

Il 29 marzo 1944 nella località ancora oggi nota come Quadretto venne stipulato il cosiddetto Contratto della montagna. Si trattava di un accordo siglato, sotto la protezione delle locali formazioni partigiane, da una rappresentanza di industriali biellesi ed una del movimento operaio. Nel contratto si riducevano le disparità salariali tra operai e impiegati dell'industria tessile e si normava in maniera pressoché egualitaria il rapporto lavorativo di uomini e donne. Inizialmente rivolto ai tessili il contratto fu applicato anche in altri settori produttivi e, dopo la liberazione, servì da modello per la contrattazione successiva. Nel 1974 sul muro esterno della trattoria che ha preso il posto della vecchia osteria gestita da Clemente Stellio è stata collocata una lapide a ricordo dell'avvenimento.
A partire dal 1º gennaio 2017 è stato incorporato al Comune di Pettinengo.

Vecchio stemma comunale

### Simboli
Lo stemma di Selve Marcone era stato concesso con decreto del presidente della Repubblica del 19 marzo 2003.
Il gonfalone era un drappo di giallo con la bordatura di verde.

## Monumenti e luoghi d'interesse

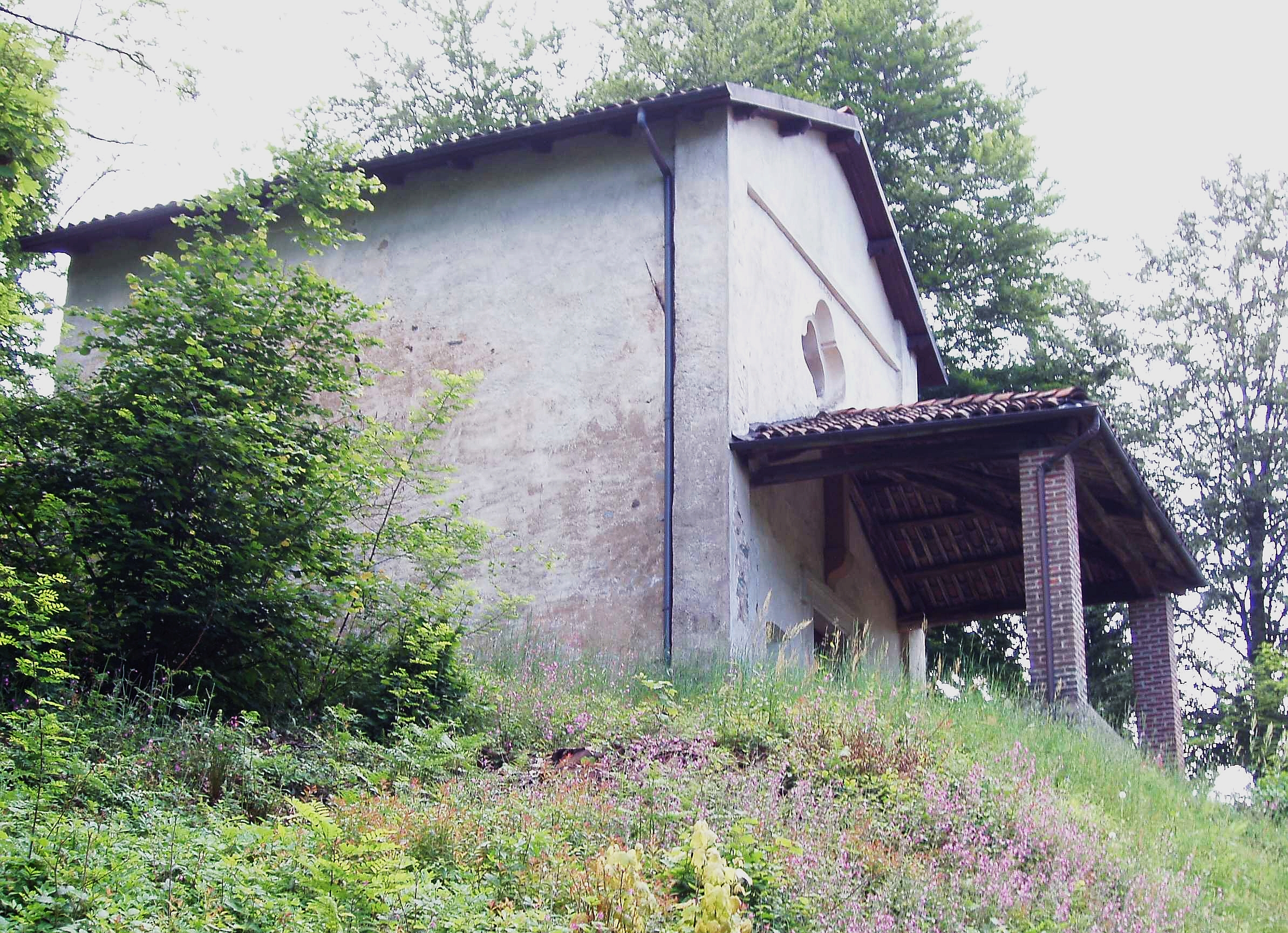
La cappella di Sant'Antonio di Marcone

- Chiesa parrocchiale: dedicata a San Grato, fu costruita nel Settecento.[10]
- Sant'Antonio di Marcone: si tratta di una cappella isolata che sorge nei pressi del quadrivio, il luogo dal quale si dipartono le strade per Ribatto, Callabiana e Andorno.L'edificio religioso fu eretto, secondo la tradizione, a ricordo delle prove superate da un eremita che viveva in solitudine nei paraggi.[6]

## Società

### Evoluzione demografica
Abitanti censiti

### Raccolta differenziata
Vige il sistema di raccolta differenziata dei rifiuti urbani. Dati:

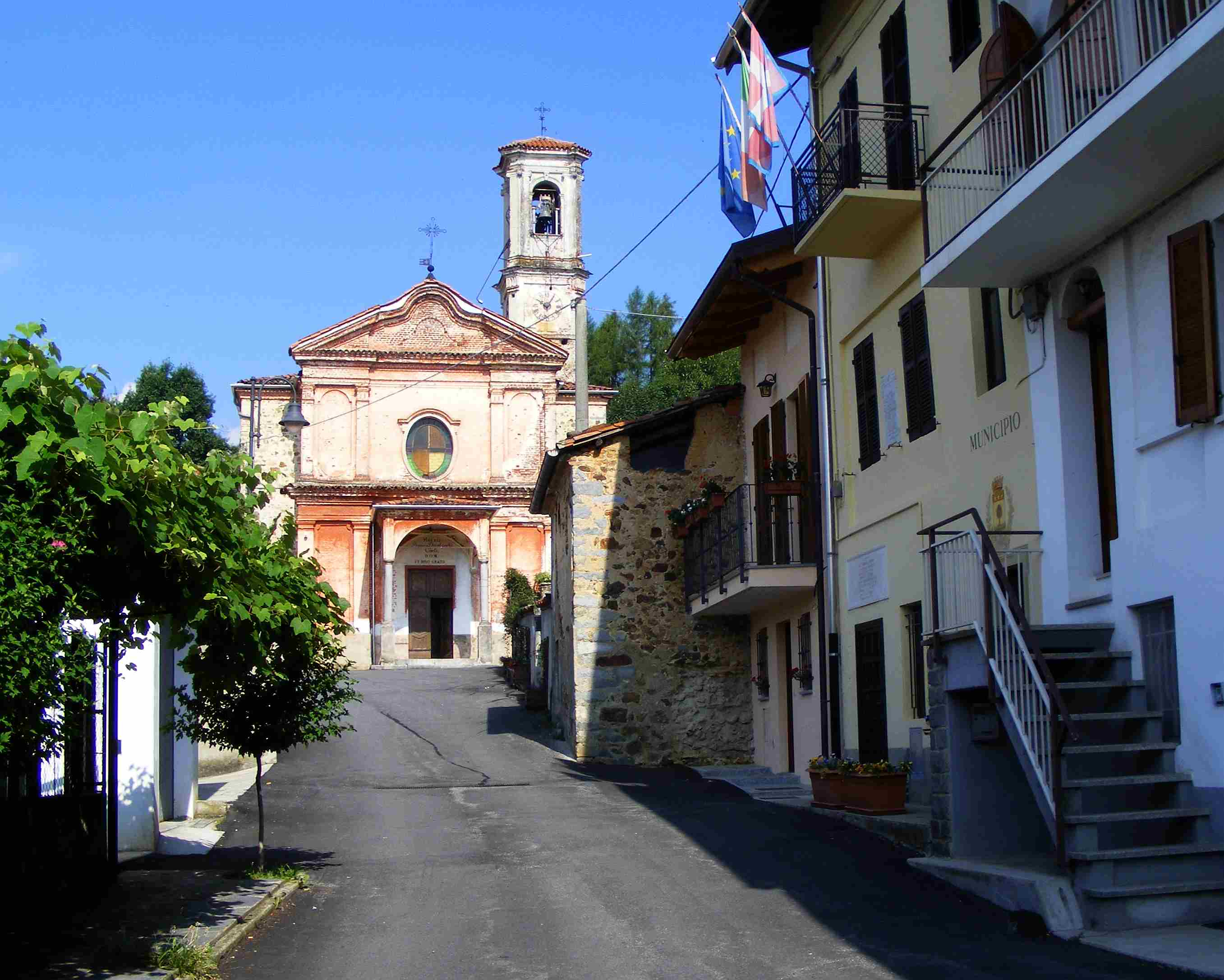
La chiesa e l'ex municipio

|               | 2000  | 2001  | 2002  | 2003  | 2004  | 2005  | 2006  | 2007  | 2008  | 2009  | 2010  | 2011  | 2012  |
| Selve Marcone | 20,6% | 25,5% | 27,5% | 52,9% | 32,1% | 42,7% | 30,7% | 40,0% | 32,6% | 32,0% | 51,1% | 35,4% | 23,3% |

## Amministrazione
| Periodo | Periodo | Primo cittadino     | Partito                                    | Carica  | Note |
| ------- | ------- | ------------------- | ------------------------------------------ | ------- | ---- |
| 2004    | 2009    | Pier Carlo Mamino   | lista civica                               | Sindaco |      |
| 2009    | 2014    | Corrado Belli       | lista civica Rinnovamento nella continuità | Sindaco |      |
| 2014    | 2016    | Maurizio Delsignore | lista civica Rinnovamento nella continuità | Sindaco |      |

### Altre informazioni amministrative
Il comune faceva parte della Comunità montana Val Sessera, Valle di Mosso e Prealpi Biellesi, mentre fino al 2010 apparteneva alla Comunità montana Valle di Mosso, abolita in seguito all'accorpamento disposto dalla Regione Piemonte nel 2009.

## Sport

### Escursionismo
Presso il Quadretto transita la GtB (Grande traversata del Biellese), un lungo itinerario escursionistico che percorre a quota medio-bassa tutta la provincia di Biella.
Altri piacevoli sentieri collegano Selve con i paesi vicini (Ribatto, San Giuseppe di Casto, la Colma, Pettinengo), attraversando i fitti boschi della zona.